# Unterseeboot 672
L'Unterseeboot 672 ou U-672 est un sous-marin allemand (U-Boot) de type VIIC utilisé par la Kriegsmarine pendant la Seconde Guerre mondiale.
Le sous-marin fut commandé le 20 janvier 1941 à Hambourg (Howaldtswerke Hamburg AG), sa quille fut posée le 24 décembre 1941, il fut lancé le 27 février 1943 et mis en service le 6 avril 1943, sous le commandement de l'Oberleutnant zur See Ulf Lawaetz.
L'U-672 n'endommagea ou ne coula aucun navire au cours des 4 patrouilles (160 jours en mer) qu'il effectua.
Il fut coulé par la Royal Navy dans la Manche, le 18 juillet 1944.

## Conception
Unterseeboot type VII, l'U-672 avait un déplacement de 769 tonnes en surface et 871 tonnes en plongée. Il avait une longueur totale de 67,10 m, un maître-bau de 6,20 m, une hauteur de 9,60 m et un tirant d'eau de 4,74 m. Le sous-marin était propulsé par deux hélices de 1,23 m, deux moteurs diesel Germaniawerft M6V 40/46 de 6 cylindres en ligne de 1400 cv à 470 tr/min, produisant un total de 2 060 à 2 350 kW en surface et de deux moteurs électriques Siemens-Schuckert GU 343/38-8 de 375 cv à 295 tr/min, produisant un total 550 kW, en plongée. Le sous-marin avait une vitesse en surface de 17,7 nœuds (32,8 km/h) et une vitesse de 7,6 nœuds (14,1 km/h) en plongée. Immergé, il avait un rayon d'action de 80 milles marins (150 km) à 4 nœuds (7,4 km/h; 4,6 milles par heure) et pouvait atteindre une profondeur de 230 m. En surface son rayon d'action était de 8 500 milles nautiques (soit 15 700 km) à 10 nœuds (19 km/h). 
L'U-672 était équipé de cinq tubes lance-torpilles de 53,3 cm (quatre montés à l'avant et un à l'arrière) qui contenait quatorze torpilles. Il était équipé d'un canon de 8,8 cm SK C/35 (220 coups) et d'un canon antiaérien de 20 mm Flak. Il pouvait transporter 26 mines TMA ou 39 mines TMB. Son équipage comprenait 4 officiers et 40 à 56 sous-mariniers.

## Historique
Il reçut sa formation de base au sein de la 5. Unterseebootsflottille jusqu'au 30 septembre 1943, puis intégra sa formation de combat dans la 6. Unterseebootsflottille.
Il quitte Kiel en Allemagne pour sa première patrouille de guerre sous les ordres de l'Oberleutnant zur See Ulf Lawaetz le 13 novembre 1943. 
L'U-672 est l'un des nombreux U-Boote qui prennent une position en immersion dans l'ouest des îles britanniques. Début décembre 1943, ils se rassemblent, dans l'ouest de la Manche, dans le groupe Coronel, en attente du passage du convoi ONS 24 mais ils échouent parce que la reconnaissance aérienne n'a rien trouvé. Le convoi passe dans le nord de la ligne de patrouille. À la mi-décembre 1943, le groupe est agrandi et divisé en deux sous-groupes Coronel 1 et Coronel 3 en attente du passage du convoi ON 214. L'U-672 fait partie du groupe Coronel 1. La reconnaissance aérienne échoue à trouver le convoi et il passe au sud de la ligne de patrouille. Le 19 décembre 1943, le groupe est réduit à six bateaux, l'U-92, l'U-421, l'U-544, l'U-625, l'U-653 et l'U-672 qui sont à la recherche de convois dans l'ouest des îles britanniques, comme groupe Föhr. Les groupes opérant dans la zone se rassemblent pour former six petits groupes : Rügen 1, 2, 3, 4, 5 et 6. Ces petits sous-groupes sont constamment en mouvement, changeant de position et en formations diverses, avec pour objectif d'empêcher les Alliés de déterminer la zone sur lequel ils opèrent. Lorsque trois convois sont signalés, l'UC 8 le 23 décembre, le TU 5 le 26 décembre et le CU 9 le 30 décembre 1943, les groupes se dirigent vers eux, mais ils sont trop peu pour mener une attaque. Le 5 janvier 1944, les groupes Rügen sont disposés séparément dans l'ouest des îles britanniques et l'U-672 rentre à la base de Saint-Nazaire après 64 jours en mer, sans succès.
Dans la première moitié du mois d'avril 1944, l'U-672 sert de station-météo. Au cours de la nuit du 24 avril 1944, l'U-625 est en train de mouiller des Thetis lorsqu'il est repéré par un Leigh light Liberator du Sqn 120, piloté par L. T. Taylor. Des charges de profondeur sont lancées mais sans résultat apparent. Plus tard le même jour, il est repéré cette fois par un Sunderland du Sqn 423 (RCAF) piloté par le F/Lt F. G. Fellowes. Six charges de profondeur sont lancées dans une attaque face à une Flak lourde de l'U-672. Le bateau est gravement endommagé ainsi que l'avion lorsqu'une de ses charges de profondeur explose prématurément. Le Sunderland peut quand même rejoindre sa base. L'U-672 retourne à sa base tout en continuant à mouiller des Thetis. 
L'U-672 reprend la mer le 6 juillet 1944 pour opérer dans la Manche. Le 13 juillet 1944, un appareil Allié détecte l'U-672 et lui lance quatre grenades sous-marines qui le ratent. Le pilote alerte les forces de surface alliées. Plus tard dans la journée, le commandant Ulf Lawaetz signale qu'il a aperçu un groupe américain hunter-killer comprenant quatre destroyers et un croiseur léger. Il tire une torpille T-5 sur le croiseur léger et une autre sur un destroyer, mais les eux torpilles fonctionnent mal. 
Le 18 juillet 1944, l'U-672 est repéré par la frégate HMS Balfour (en) au nord-ouest d'Alderney. Au cours de la nuit du 18 au 19 juillet 1944, le bateau est contraint de faire surface à cause des attaques par des charges de profondeur. L'équipage décide d'abandonner le bateau et l'U-672 est sabordé à la position 50° 03′ N, 2° 30′ O. Les 52 hommes d'équipage sont recueillis par des vedettes britannique et fait prisonnier. 

## Affectations
- 5. Unterseebootsflottille du 6 avril 1943 au 30 septembre 1943 (Période de formation).
- 6. Unterseebootsflottille du 1er octobre 1943 au 18 juillet 1944 (Unité combattante).

## Commandement
- Oberleutnant zur See Ulf Lawaetz du 6 avril 1943 au 18 juillet 1944.

## Patrouilles
|       | Commandant        | Départ           | Départ      | Arrivée          | Arrivée     | Jours     | Succès |
| ----- | ----------------- | ---------------- | ----------- | ---------------- | ----------- | --------- | ------ |
| 1     | Oblt. Ulf Lawaetz | 13 novembre 1943 | Kiel        | 15 janvier 1944  | St. Nazaire | 64 jours  |        |
| 2     | Oblt. Ulf Lawaetz | 24 février 1944  | St. Nazaire | 12 mai 1944      | St. Nazaire | 79 jours  |        |
| 3     | Oblt. Ulf Lawaetz | 28 juin 1944     | St. Nazaire | 1er juillet 1944 | St. Nazaire | 4 jours   |        |
| 4     | Oblt. Ulf Lawaetz | 6 juillet 1944   | St. Nazaire | 18 juillet 1944  | Coulé       | 13 jours  |        |
| Total | Total             | Total            | Total       | Total            | Total       | 160 jours | 0 t    |

Notes : Oblt. = Oberleutnant zur See